# Xanthia rhodopsis
Xanthia rhodopsis là một loài bướm đêm trong họ Noctuidae.